# Paractinolaimus longidrilus
Paractinolaimus longidrilus är en rundmaskart som beskrevs av Eveleigh 1982. Paractinolaimus longidrilus ingår i släktet Paractinolaimus och familjen Dorylaimidae. Inga underarter finns listade i Catalogue of Life.